# 梅川町 (名古屋市)
梅川町（うめがわちょう）は、愛知県名古屋市中区の地名。

## 歴史

### 町名の由来
梅香院の門前であったことに由来する。同院は徳川光友の命名によるという。

### 沿革
- 1687年（貞享4年） - 町家としての成立[4]。
- 文政6年 - 梅香院門前の町家をもって梅川町が成立する[1]。
- 1871年（明治4年）9月29日 - 長栄寺町を編入する[1]。『なごやの町名』によると、同年梅香院門前・長栄寺町の全域および飴屋町の一部により、愛知郡梅川町として成立したという[5]。
- 1878年（明治11年）12月20日 - 名古屋区成立に伴い、同区梅川町となる[5]。また、一部が飴屋町・不二見町にそれぞれ編入される[1]。
- 1889年（明治22年）10月1日 - 名古屋市成立に伴い、同市梅川町となる[5]。
- 1908年（明治41年）4月1日 - 中区成立に伴い、同区梅川町となる[1]。
- 1974年（昭和49年）5月11日 - 住居表示実施に伴い、橘一丁目および同二丁目に編入され、消滅[1]。